# ジョルジュ・ルオー
ジョルジュ・ルオー（Georges Rouault, 1871年5月27日 - 1958年2月13日）は、フォーヴィスムに分類される19世紀～20世紀期のフランスの画家。
ルオーは、パリの美術学校でアンリ・マティスらと同期だったこともあり、フォーヴィスムの画家に分類されることが多いが、ルオー本人は「画壇」や「流派」とは一線を画し、ひたすら自己の芸術を追求した孤高の画家であった。

## 生涯
1871年、パリに指物（さしもの）職人の子として生まれた。ルオーの家族が住んでいたベルヴィル地区のヴィレットは、当時は場末の労働者街であった。ルオーは14歳の時、ステンドグラス職人エミール・イルシュ（fr:Émile Hirsch）に弟子入りする。後年のルオーの画風、特に黒く骨太に描かれた輪郭線には明かにステンドグラスの影響が見られる。ルオーは修業のかたわら装飾美術学校の夜学に通った。1890年には本格的に画家を志し、エコール・デ・ボザール（国立美術学校）に入学、ここでマティスらと知り合った。同校でルオー、マティスらの指導にあたっていたのは象徴派の巨匠、ギュスターヴ・モローであった。教師としてのモローは自己の作風や主義を生徒に押し付けることなく、ルオーとマティスという、モロー自身とは全く資質の異なる2人の巨匠の個性と才能を巧みに引き出したのである。ルオーは終生、師モローへの敬愛の念が篤く、1903年にはモローの旧居を開放したギュスターヴ・モロー美術館の初代館長となっている。ルオーは同美術館に住み込みで働いていたが、給料は安く、生活は楽ではなかったようだ。
ルオー20歳代の初期作品にはレンブラントの影響が見られ、茶系を主とした暗い色調が支配的だが、30歳代になり、20世紀に入ったころから、独特の骨太の輪郭線と宝石のような色彩があらわれる。画題としてはキリストを描いたもののほか、娼婦、道化、サーカス芸人など、社会の底辺にいる人々を描いたものが多い。ルオーは版画家としても20世紀のもっとも傑出した作家の一人で、1914年から開始した版画集『ミセレーレ』がよく知られている。
1917年、画商アンブロワーズ・ヴォラールはルオーと契約を結び、ルオーの「全作品」の所有権はヴォラールにあるものとされたが、この契約がヴォラールの死後に裁判沙汰の火種になる。ルオーは、いったん仕上がった自作に何年にも亘って加筆を続け、納得のいかない作品を決して世に出さない画家であった。晩年、ルオーは「未完成で、自分の死までに完成する見込みのない作品は、世に出さず、焼却する」と言い出した。ヴォラールの遺族は「未完成作品も含めて自分の所有である」と主張したが、「未完成作の所有権は画家にある」とするルオーの主張が1947年に認められ、ルオーは800点以上の未完成作をヴォラールのもとから取り戻し、そのうち315点をボイラーで焼却する。
ルオーは第二次大戦後も制作を続け、1958年、パリで86年の生涯を終えた。国葬で送られた。

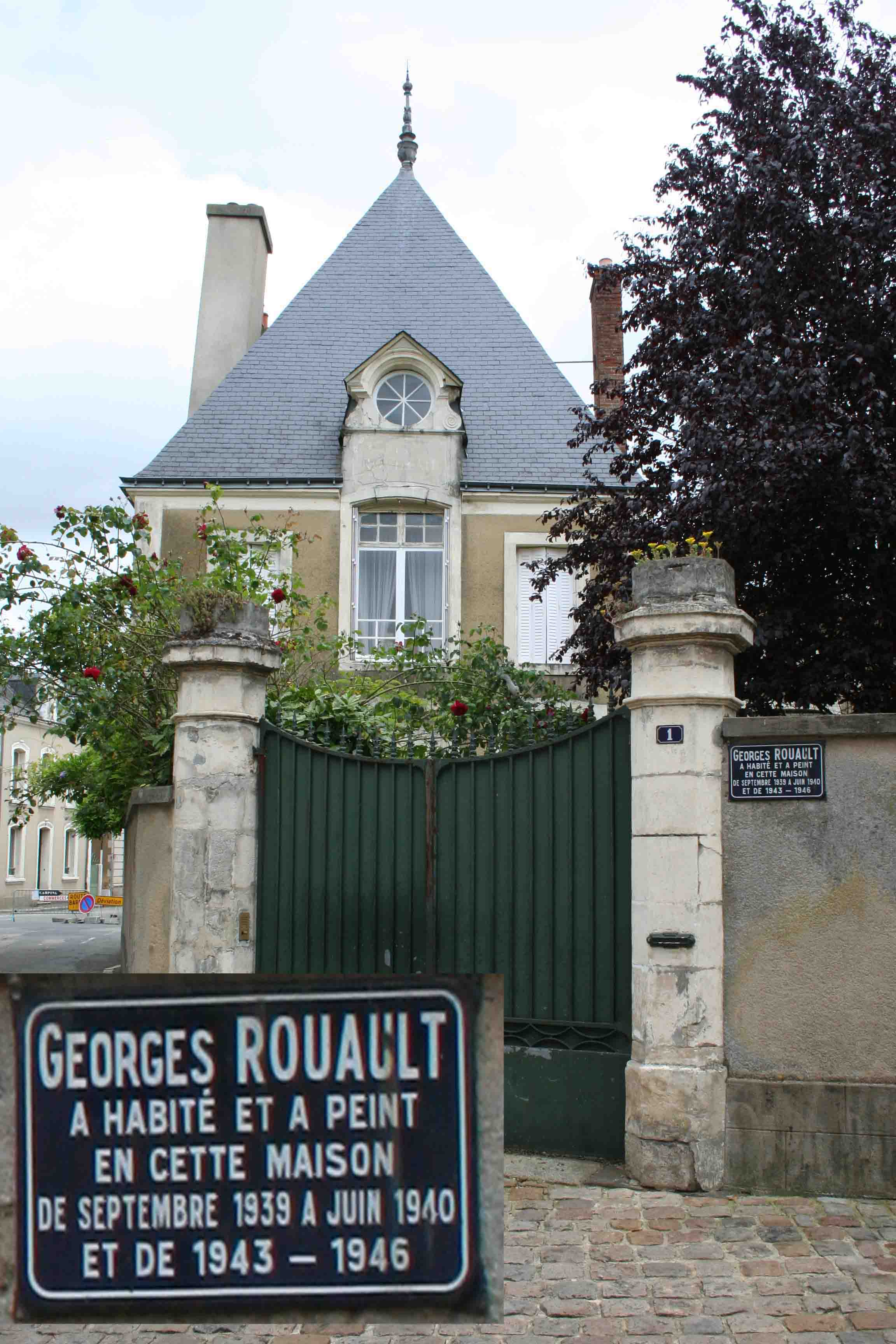
ルオーの住居とされる､ペイ・ド・ラ・ロワールのボーモン・シュル・サルテの家

## 代表作
- キリストの顔（1933）（パリ、ポンピドゥー・センター）
- 郊外のキリスト（ブリヂストン美術館）
- エバイ(びっくりした男) (国立西洋美術館)

## 文献
- 『ルオー全版画』2冊組、フランソワ・シャポン解説、柳宗玄・高階秀爾・坂本満訳、岩波書店、1979年
- 『ルオー全絵画』2冊組、ベルナール・ドリヴァル解説、柳宗玄・高野禎子訳、岩波書店、1990年

各・ルオー家が目録ほか監修に当たった。
- 『マティスとルオー　友情の手紙』ジャクリーヌ・マンク編、後藤新治ほか訳、みすず書房、2017年